# Odense BK

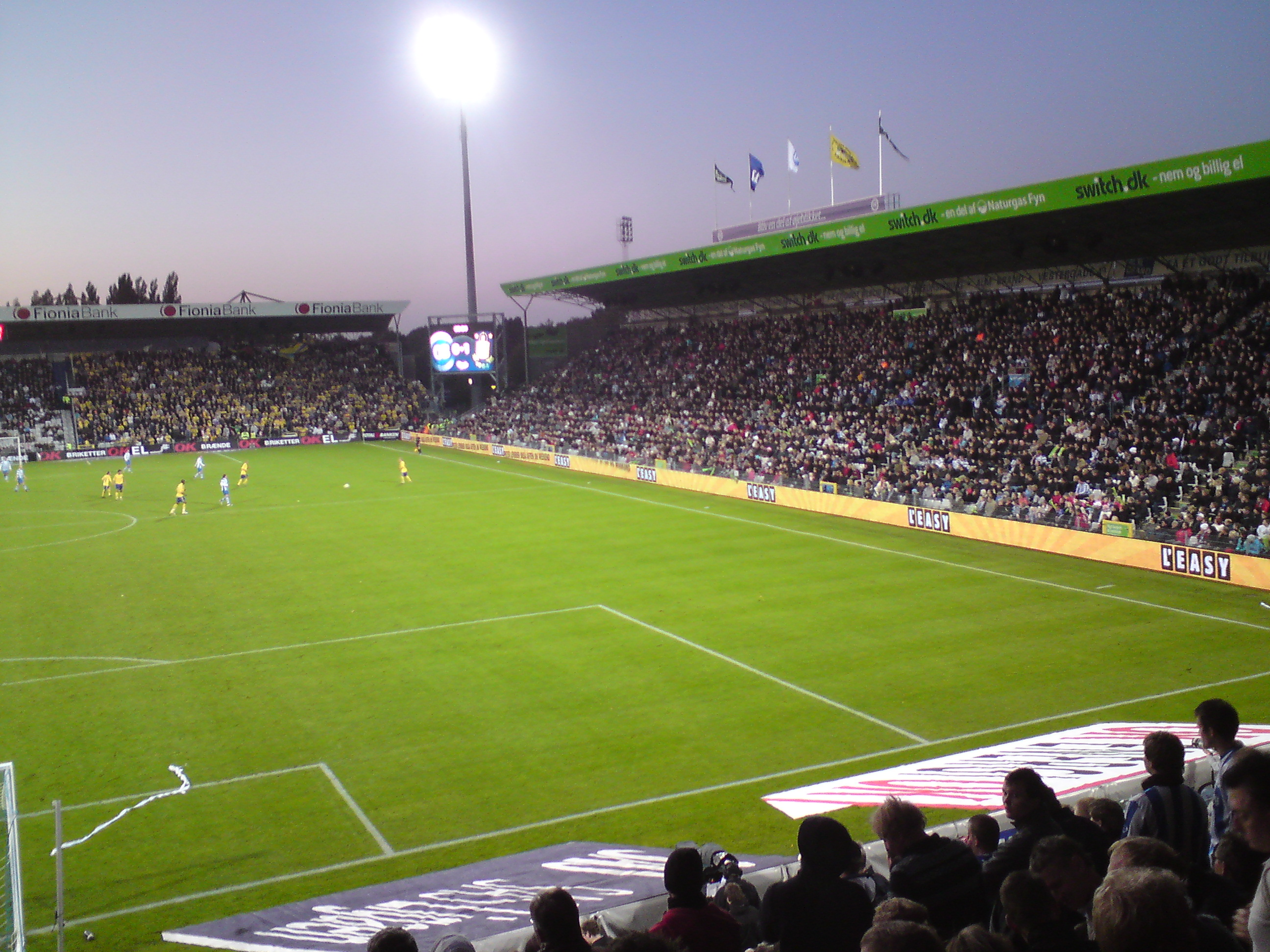
Stadion van Odense

Odense Boldklub - vaak afgekort tot OB - is een Deense voetbalclub uit Odense. In 1887 werd de club opgericht. Het Odensestadion is de thuishaven van de profclub. Blauw en wit zijn de traditionele kleuren.

## Geschiedenis
Op 12 juli 1887 werd de Odense Cricketklub opgericht. Twee jaar later werd er een voetbal en tennisafdeling aan toegevoegd en werd de clubnaam veranderd in Odense Boldklub ("Odense Balspelclub"). Het clubhuis en de trainingsaccommodatie bevinden zich sinds 1968 in Ådalen.
Ook de amateurafdeling gebruikt nog steeds de naam Odense BK.

## Mannen

### Erelijst
- Landskampioen

1977, 1982, 1989
- Beker van Denemarken

1983, 1991, 1993, 2002, 2007
- Intertoto Cup

2006 (1 van 11)
- Kampioen 2e klasse

1947, 1957, 1999

### Eindklasseringen
| 1 |

| 1 |

| 8 |

| 5 |

| 7 |

| 2 |

| 4 |

| 3 |

| 6 |

| 10 |

| 2 |

| 1 |

| 3 |

| 4 |

| 4 |

| 10 |

| 11 |

| 8 |

| 5 |

| 3 |

| 2 |

| 9 |

| 11 |

| 7 |

| 7 |

| 8 |

| 8 |

| 3 |

| 8 |

| 2 |

| 5 |

| 1 |

| 4 |

| 5 |

| 3 |

| 6 |

| 1 |

| 2 |

| 9 |

| 4 |

| 8 |

| 4 |

| 6 |

| 1 |

| 8 |

| 5 |

| 10 |

| 2 |

| 2 |

| 2 |

| 2 |

| 4 |

| 3 |

| 8 |

| 3 |

| 7 |

| 12 |

| 1 |

| 9 |

| 7 |

| 6 |

| 4 |

| 4 |

| 6 |

| 3 |

| 4 |

| 4 |

| 2 |

| 2 |

| 2 |

| 10 |

| 10 |

| 8 |

| 9 |

| 7 |

| 11 |

| 9 |

| 5 |

| 9 |

| 9 |

| 8 |

| 8 |

| 11 |

| 1 |

| Superligaen (Niv. 1) | 1. division (Niv. 2) | 2. Division (Niv. 3) |

In 1991 werd de Superligaen geïntroduceerd. De 1. division werd vanaf dat jaar het 2e niveau en de 2. division het 3e niveau. 
 In de seizoenen 1991/92 t/m 1994/95 werd een herfst (h)- en een voorjaarscompetitie (v) gespeeld, waarbij in de herfst al werd gepromoveerd en gedegradeerd.

### Odense BK in Europa
Odense BK speelt sinds 1978 in diverse Europese competities. Hieronder staan de competities en in welke seizoenen de club deelnam:
- Champions League (1x)

2011/12
- Europacup I (3x)

1978/79, 1983/84, 1990/91
- Europa League (3x)

2009/10, 2010/11, 2011/12
- Europacup II (2x)

1991/92, 1993/94
- UEFA Cup (7x)

1984/85, 1994/95, 1996/97, 2002/03, 2003/04, 2006/07, 2007/08
- Intertoto Cup (6x)

1995, 1997, 2001, 2004, 2006, 2008

### OB-spelers in het Deense elftal
De volgende spelers hebben voor het nationale team van Denemarken gespeeld. Tussen haakjes staat het debuutjaar.
- Svend Jørgen Hansen (1942)
- Jørgen Leschly Sørensen (1946)
- Svend Hugger (1950)
- Børge Hylle (1951)
- Erik Nielsen (1953)
- Richard Møller Nielsen (1959)
- Finn Sterobo (1962)
- Kaj Johansen (1962)
- Viggo Jensen (1971)
- Mogens Therkildsen (1971)
- Per Bartram (1975)
- Allan Hansen (1977)
- Flemming Nielsen (1978)
- Ronald Stelmer (1978)
- Poul Andersen (1979)
- Ole Rasmussen (1980)
- Vilhelm Munk Nielsen (1981)
- Henrik Eigenbrod (1981)
- Morten Donnerup (1982)
- Keld Bordinggaard (1983)
- Frank Clausen (1983)
- Lars Høgh (1983)
- Allan Nielsen (1984)
- Johnny Hansen (1987)
- Ulrik Moseby (1987)
- Lars Elstrup (1988)
- Lars Jakobsen (1990)
- Brian Steen Nielsen (1993)
- Carsten Dethlefsen (1994)
- Thomas Helveg (1994)
- Carsten Hemmingsen (1995)
- Michael Schjønberg (1995)
- Morten Bisgaard (1996)
- Per Pedersen (1996)
- Søren Andersen (1999)
- Søren Berg (2003)
- Nicolai Stokholm (2006)
- Morten Skoubo (2006)
- Christian Eriksen (2010)

## Vrouwen

### In Europa
| Seizoen | Competitie         | Ronde | Land                          | Club                  | Uitslagen |
| ------- | ------------------ | ----- | ----------------------------- | --------------------- | --------- |
| 2001/02 | UEFA Women's Cup   | 1e    | Vlag van Portugal             | Gatões FC             | 3–0       |
|         | toernooi in Odense | 1e    | Vlag van Luxemburg            | FC Progrès Niedercorn | 13–0      |
|         |                    | 1e    | Vlag van Servië en Montenegro | ZFK Niš               | 3–1       |
|         |                    | KF    | Vlag van Duitsland            | 1. FFC Frankfurt      | 0–3, 1–2  |